# I. Mihály havasalföldi fejedelem
I. Mihály (románul: Mihail), (? – 1420. augusztus 15.) havasalföldi fejedelem 1419 – 1420 között.
Apja, Öreg Mircea fejedelem halála után veszi át a trónt, miután már 1399 óta apja segítője és társuralkodója (egyes vélemények szerint már 1393-tól). Nagyon rövid, de igen mozgalmas uralkodást élt meg.
Nagyjából követi az apja által megszabott irányvonalakat, együttműködik Magyarországgal és Moldovával, támogatja a kereskedelmet és a szászokat. Viszont éppen ez a politikája miatt vívja ki a törökök haragját, akiknek már nem kell rettegniük Öreg Mircea vitézségeitől, sem cselszövevényes kapcsolatrendszerétől. Ezért 1419-ben a török hadak ismét nekiindulnak Havasalföldnek, de magyar segítséggel sikerül visszaverni őket. A harcok újrakezdődnek ősszel, de a törökök nagy bánatára Severinnél (Duna mentén) október 28-án jelen van személyesen Zsigmond király is, elég jelentős haderővel.
A törökök a következő évre szedik össze magukat, így 1420-ban nekiindulnak Havasalföldnek, Erdélynek, Bánátnak és Moldovának is. A jelentős haderővel szemben nem sok esélye van a havasalföldi fejedelemnek, elesik a csatamezőn, két fia (Radu és Mihail) és Losonczy István bánnal együtt.
Havasalföld trónját Mihail testvére II. Radu Prasnaglava (Radu al II-lea Prasnaglava), az apja által elűzött és törököknél nevelkedett fiú foglalta el. Ő haláláig hűségesen szolgálta a törököket.
I. Mihail, bár részeges hírében állt, méltó utódja volt Öreg Mircea fejedelemnek: jó hadvezérként és fáradhatatlan harcosként vonult be a román történelembe.